# Panorama of Ute Pass
Pour plus de détails, voir Fiche technique et Distribution.
Panorama of Ute Pass est un très court film documentaire américain réalisé par Harry Buckwalter et sorti en 1902.
Produit par la Selig Polyscope Company, le film montre quelques-uns des paysages les plus extraordinaires des montagnes Rocheuses, en suivant sur cinq miles la ligne de chemin de fer de la Colorado Midland Railway en direction de la petite ville de Manitou Springs, dans le comté d'El Paso, au Colorado. La compagnie a mis à la disposition du réalisateur un train spécial pour lui permettre d'obtenir des images exceptionnelles de ces paysages escarpés aux environs du col d'Ute Pass, la caméra passant, entre deux tunnels, des hauteurs de la montagne abrupte aux profondeurs du ravin.

## Fiche technique
- Titre : Panorama of Ute Pass
- Réalisation : Harry Buckwalter
- Scénario :
- Photographie :
- Montage :
- Producteur : William Selig
- Société de production : Selig Polyscope Company
- Société de distribution : Selig Polyscope Company
- Pays d'origine :  États-Unis
- Langue : film muet avec les intertitres en anglais
- Format : Noir et blanc — 35 mm — 1,33:1 — Muet
- Genre : Film documentaire
- Durée :
- Date de sortie :
  -  États-Unis : novembre 1902